# Hemamieh

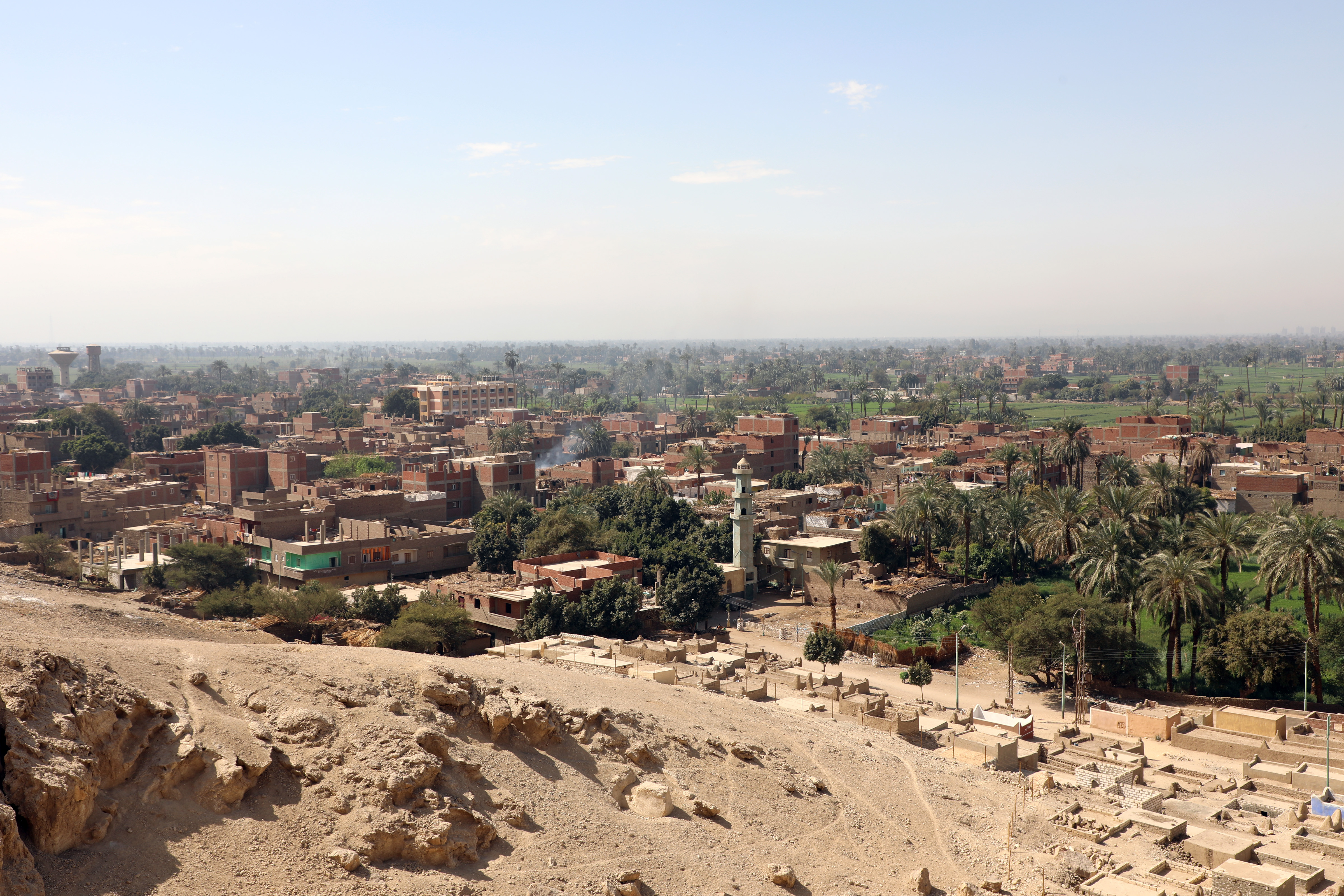
Hemamieh

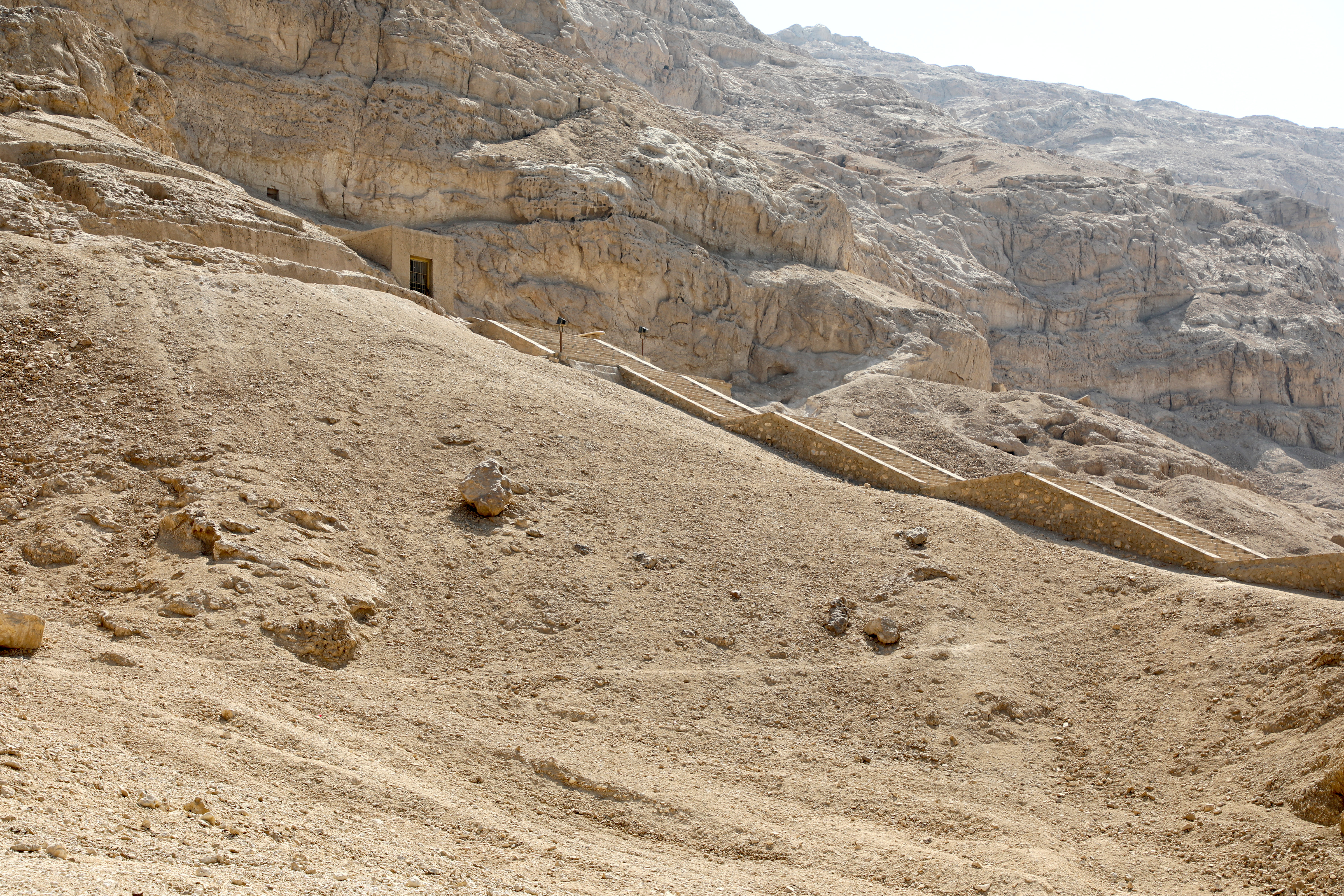
Felsgräber des Alten Reichs bei Hemamieh

Hemamieh (El-Hammamiya) ist ein Dorf in Mittelägypten auf der Ostseite des Nils, im Gouvernement Sauhadsch. Der Ort ist in der Ägyptologie vor allem wegen der Friedhöfe aus vorgeschichtlicher und pharaonischer Zeit bekannt. Von 1922 bis 1931 grub Guy Brunton in der Region von Qaw el-Kebir im Süden bis Matmar im Norden auf einer Strecke von ca. 36 km ca. 10 000 Gräber aus, die alle Epochen vorislamischer, ägyptischer Geschichte umfassen und damit Teile des Ostufers des Wadjit-Gaues abdecken. Bei Hemamieh fanden sich einige kleinere Gräberfelder, darunter wichtige Bestattungen der Badari-Kultur. Hier wurde auch eine kleine Siedlung aus vorgeschichtlicher Zeit ausgegraben. Aus dem Alten Reich stammen Felsgräber (siehe: Kachenet (I.), Kachenet (II.)) der Gaufürsten des Wadjit-Gaues.